# هانان (أوساكا)
هانّان (阪南市 باليابانية) بتشديد النون مدينة يابانية تقع في محافظة أوساكا في اليابان على إحداثيات 34.36 درجة شمالا و135.25 درجة شرقا. في تقديرات عام 2003 بلغ عدد سكان المدينة 58,465 بمعدل كثافة سكانية 1,619.53 شخص لكل كم². تبلغ مساحة المدينة الكلية 36.10 كم².

## أعلام
- ناوكي تاناكا

## وصلات خارجية
- الموقع الرسمي لمدينة هنّان (باليابانية)